# Liste der Kulturdenkmäler in Bissersheim
In der Liste der Kulturdenkmäler in Bissersheim sind alle Kulturdenkmäler der rheinland-pfälzischen Ortsgemeinde Bissersheim aufgeführt. Grundlage ist die Denkmalliste des Landes Rheinland-Pfalz (Stand: 19. Dezember 2024).

## Einzeldenkmäler
| Bezeichnung                 | Lage                                           | Baujahr                           | Beschreibung | Bild                           |
| --------------------------- | ---------------------------------------------- | --------------------------------- | --- | ------------------------------ |
| Architekturteile            | Bachgasse, an Nr. 4 Lage                       | 1602                              | Türgewände bezeichnet 1602, im Giebel gekuppeltes Fenstergewände, Pforte zum Keller unter der Scheune bezeichnet 1618 | BW                             |
| Protestantische Pfarrkirche | Hauptstraße 4 Lage                             | erste Hälfte des 13. Jahrhunderts | spätromanischer ehemaliger Chorturm, erste Hälfte des 13. Jahrhunderts, Helm 1776; barocker Saalbau, bezeichnet 1755; Friedhofsmauerfragmente, Portal bezeichnet 1867 | weitere Bilder Fotos hochladen |
| Hofanlage                   | Hauptstraße 6 Lage                             | 1606                              | Dreiseithof; Krüppelwalmdachbau, teilweise Fachwerk, bezeichnet 1606, aufwändiger Fenstererker; barockes Hoftor, bezeichnet 1747 | BW                             |
| Kilometerstein              | Hauptstraße, gegenüber Nr. 7 Lage              | um 1872                           | konische Sandsteinsäule, um 1872 | Fotos hochladen                |
| Hofanlage                   | Hauptstraße 8 Lage                             | 1740                              | Dreiseithof; Krüppelwalmdachbau, teilweise Fachwerk, 1740, Hoftor bezeichnet 1744; straßenbildprägend | BW                             |
| Hofanlage                   | Hauptstraße 10 Lage                            | 16. oder 17. Jahrhundert          | kleine Hofanlage; Torhausbau, teilweise Fachwerk, verputzt, 16. oder 17. Jahrhundert; Kellerzugang der Scheune bezeichnet 1580 | BW                             |
| Protestantisches Pfarrhaus  | Hauptstraße 15 Lage                            | 1886–91                           | ehemaliges protestantisches Pfarrhaus; stattlicher Walmdachbau, spätklassizistische und Neurenaissancemotive, 1886–91 | BW                             |
| Hofanlage                   | Hauptstraße 42 Lage                            | 1782                              | Dreiseithof; spätbarocker Krüppelwalmdachbau, teilweise Fachwerk, teilweise Umbau im frühen 19. Jahrhundert; Scheune bezeichnet 1782 | BW                             |
| Hofanlage                   | Hollergasse 2 Lage                             | 1733                              | barocker Dreiseithof; stattlicher Torhausbau 1733, Kellerzugang der Scheune bezeichnet 1835 | BW                             |
| Spolien                     | Hollergasse, an Nr. 5 Lage                     |                                   | Spolien, barocke Fenstergewände | BW                             |
| Schul- und Gemeindehaus     | Hollergasse 6 Lage                             | 18. Jahrhundert                   | ehemaliges Schul- und Gemeindehaus; Baugruppe, im Kern aus dem 18. Jahrhundert, Erweiterung 1828/29, Architekt von Mähler; eineinhalbgeschossiger Bau über Hochkeller, bezeichnet 1874, teilweiser Umbau 1858, Architekt Gabriel, Frankenthal; klassizierender Schulsaal, 1882, Architekt Lehner | BW                             |
| Kriegerdenkmal              | Hollergasse, vor Nr. 6 Lage                    | 1929                              | Kriegerdenkmal 1914/18, sarkophagartiger reliefierter Sandsteinblock, 1929 | BW                             |
| Wingerthäuschen             | nördlich des Ortes; Flur Links am Bergweg Lage | 18. oder frühes 19. Jahrhundert   | Wingerthäuschen; Rundbau mit konischer Kuppel, 18. oder frühes 19. Jahrhundert | BW                             |
| Haldmühle                   | nordwestlich des Ortes (Haldmühle 1) Lage      | 18. Jahrhundert                   | ehemalige Haldmühle; Vierseithof mit Torbau, 18. Jahrhundert; Walmdachbau bezeichnet 1739, Wirtschaftsbauten bezeichnet 1762, 1742 und 1797 | BW                             |